# Gerhard Tremmel
Gerhard Martin Tremmel (ur. 16 listopada 1978 w Monachium) – niemiecki piłkarz występujący na pozycji bramkarza. Zawodnik klubu Swansea City.

## Kariera
Tremmel jako junior grał w klubach SV Lochhausen, Bayern Monachium, SC Olching, TSV 1860 Monachium oraz SpVgg Unterhaching, do którego trafił w 1992 roku. Później był zawodnikiem rezerw tego klubu, a do pierwszej drużyny został włączony w sezonie 1999/2000. W Bundeslidze zadebiutował 7 kwietnia 2000 w zremisowanym 1:1 pojedynku z TSV 1860 Monachium, rozegranym w ramach rozgrywek Bundesligi. W 2001 roku spadł z zespołem do 2. Bundesligi, a w 2002 roku do Regionalligi Süd. Wówczas Tremmel odszedł z klubu.
Został graczem pierwszoligowego Hannoveru 96. Pierwszy ligowy mecz zaliczył tam 14 grudnia 2002 roku przeciwko Arminii Bielefeld (0:0). Przez dwa lata w barwach Hannoveru rozegrał 22 spotkania.
W 2004 roku odszedł do innego pierwszoligowca, Herthy BSC. Pełnił tam rolę rezerwowego dla Christiana Fiedlera i pierwszym sezonie nie zagrał w Hercie ani razu. W następnym sezonie rozegrał pięć spotkań, a po jego zakończeniu odszedł do beniaminka Bundesligi - Energie Cottbus. Zadebiutował tam 9 września 2006 w przegranym przez jego zespół 0-1 meczu Pucharu Niemiec z Rot-Weiss Essen. W Energie był rezerwowym dla Tomislava Piplicy i w pierwszym sezonie zanotował jedno spotkanie, a jego klub zajął trzynaste miejsce w lidze. Od początku następnego częściej grywał w pierwszym zespole i rozegrał 24 pojedynki, natomiast Energei uplasowało się na czternastej pozycji w Bundeslidze.
Na sezon 2010/2011 Tremmel trafił do Red Bull Salzburg. Po wygaśnięciu kontraktu trafił do angielskiego Swansea City.